# Du droit à la philosophie
Du droit à la philosophie est un livre de Jacques Derrida publié en 1990 et rassemblant des textes écrits entre 1975 et 1990 sur la question de l'enseignement philosophique, de l'institution académique et de la politique de la philosophie à l'école et à l'université. Le livre se présente comme un « livre militant » et la plupart des textes sont circonstanciels.

## Titre
Du droit à la philosophie est le titre d'un séminaire tenu par Derrida à partir de Janvier 1984 à l'École normale supérieure en liaison avec le Collège international de philosophie qu'il vient de fonder. Il devient la même année 1984 directeur d'étude à l'École des hautes études en sciences sociales dans une chaire consacrée aux "institutions philosophiques". L'annonce du séminaire indique que "la question la plus ouverte de la destination croisera celle de la fondation ou de l'institution, singulièrement celle de l'institution philosophique  (école, discipline, profession, etc.)."

## Sommaire
I) Qui a peur de la philosophie ?
- Privilège: titre justificatif et Remarques introductives : Préface, datée de Juillet-Août 1990, dédiée à Jean-Luc Nancy.
- Où commence et comment fini un corps enseignant : texte paru dans le recueil collectif Politiques de la philosophie (1976). Il s'agit du texte d'une séance de séminaire à l'École normale supérieure en rapport avec le GREPH sur la question du corps enseignant et de la "défense de la philosophie". En appendice figurent l'Avant Projet pour la constitution d'un Groupe de Recherches sur l'Enseignement philosophiques et le Mode de fonctionnement du GREPH (statuts).
- La crise de l'enseignement philosophique : Conférence prononcée à Cotonou (Bénin) à l'ouverture d'un colloque international réunissant des philosophes africains et anglophones en décembre 1978[2].
- L'âge de Hegel : paru dans le volume Qui a peur de la philosophie ? du GREPH (1977).
- La philosophie et ses classes : paru dans Le Monde de l'éducation, n° 4, mars 1975 à propos de la réforme Haby.
- Les Corps divisés : paru dans La Nouvelle Critique, Mai, Juin 1975
- Philosophie des États-Généraux : discours prononcé à l'ouverture des États généraux de la philosophie à la Sorbonne, en 1979, publié dans Libération le 20/06/1979. En appendice : les textes relatifs aux États Généraux de la philosophie.

II) Transferts ex cathedra : le langage et les institutions philosophiques
- S'il y a lieu de traduire : première d'une série de conférences prononcées à l'université de Toronto en 1984 sous le titre "Le langage et les institutions philosophiques".
- Chaire vacante : censure, maîtrise et magistralité, paru dans Texte, n° 4, 1985.
- Théologie de la traduction, texte d'une conférence prononcée à l'université de Toronto, paru dans Texte, n° 4, 1985.

III) Mochlos : l'œil de l'université 
- Mochlos, ou le conflit des facultés : conférence prononcée à l'université Columbia (New York) le 17/04/1980 (paru dans Philosophie, n° 2, avril 1984, Paris, Minuit).
- Ponctuations : le temps d'une thèse : conférence prononcée lors de la soutenance d'une thèse de doctorat d'État le 02/06/1980 à la Sorbonne.
- Les pupilles de l'Université : Le principe de raison et l'idée de l'Université : leçon inaugurale à l'université de Cornell (Ithaca, New York) en avril 1983.
- Eloge de la philosophie : entretien publié dans Libération, le 21 et le 22/11/1981.
- Les antinomies de la discipline philosophique : lettre Préface au volume La grève des philosophes, Paris, Osiris, 1986.
- Popularités : Du droit à la philosophie du droit : Avant-Propos à un ouvrage sur l'auto-émancipation du peuple et l'instruction des prolétaires au XIXe siècle.

IV) Annexes
- Documents relatifs aux États généraux de la philosophie (1980), à la fondation du Collège international de philosophie (1982) et à la Commission de Philosophie et d'Epistémologie (1990).